# 청자 투각연당초문 붓꽂이
청자 투각연당초문 붓꽂이(靑磁 透刻蓮唐草文 筆架)는 서울특별시 용산구, 국립중앙박물관에 있는 고려시대의 청자이다. 2017년 3월 8일 대한민국의 보물 제1932호로 지정되었다.

## 개요
이 청자는 문방구 가운데 붓을 꽂아 보관하는 붓꽂이(筆架)이다. 고려청자 붓꽂이는 많은 예가 남아 있지는 않지만, 묵호・연적 등 문방구들과 더불어 고급품이 많다. 장방형의 몸체와 상형(象形)의 용두(龍頭) 장식이 인상적인 이 작품은 상형과 투각(透刻)의 두 가지 기법이 어우러져 밀도 있게 표현되었으며 특히 푸른빛의 유색이 유달리 뛰어나다. 12〜13세기 고려청자의 특징 가운데 하나는 동물이나 식물, 인물을 표현한 상형청자가 많이 만들어졌다는 것이다. 상형청자의 모티프는 크게 자연적 소재와 종교적 소재로 나누어진다. 이 가운데 종교적 소재는 고려시대 국교였던 불교와 관련한 내용이 주를 이룬다. 즉 불상과 보살상, 나한상이 청자로 만들어졌고, 연꽃은 연판(蓮瓣)의 형태로 그릇의 내ㆍ외면을 장식했다. 연판은 향로나 향완 뿐 아니라 대접ㆍ접시와 같이 윗부분이 벌어지는 일상 용기에 빈번히 사용되었으며 연꽃잎이 활짝 벌어진 것 같은 효과를 냈다. 특히 이 붓꽂이는 거친 파도를 헤치고 승천(昇天)하는 두 마리의 용의 형상과 만개한 연꽃의 모습을 함께 나타내었다. 품격 있는 연꽃은 고려청자의 발달 배경에서 불교의 영향이 크게 작용하였던 사실로 미루어 볼 때, 이 붓꽂이 역시 불교의 상징적인 의미를 깊게 지니고 있는 것으로 보인다. 용은 초자연적이고 신성한 존재로서 왕실의 권위를 드러냈을 것이다. 이 붓꽂이는 희소할 뿐만 아니라 아름다운 조형과 유색, 투각·음각·양각·철화 등의 다양한 장식기법이 완벽하게 조화를 이룬 최상급의 청자이다.

## 같이 보기
- 청자

## 참고 자료
- 청자 투각연당초문 붓꽂이 - 국가유산청 국가유산포털